# Lorinda Cherryová
Lorinda Cherryová (18. listopadu 1944 - únor 2022) byla americká programátorka a informatička. Většinu své kariéry strávila v Bellových laboratořích. Zde vytvořila několik matematických programů a programů pro práci s textem pro operační systém Unix.

## Osobní život
Cherryová se narodila 18. listopadu 1944 Johnu F. a Evelyn K. Landgrafovým. Vyrůstala ve Veroně v New Jersey. Měla tituly B.A. v oboru matematiky z  Delawarské univerzitě a M.S. v oboru informatiky z Stevens Institute of Technology.
V dospělosti žila v Long Hill Township. V rámci asociace Sports Car Club of America jezdila automobilové závody a byla traťovou komisařskou. Úspěšně se účastnila výstav psů s dobrmany.
Zemřela v únoru 2022 ve věku 77 let..

## Kariéra
V roce 1966 začala pracovat v Bellových laboratořích, prve na simulacích hlasového ústrojí, později v oblastech počítačové grafiky, textových procesorů a návrhu programovacích jazyků.
V oblasti grafiky šlo mimo jiné o spoluautorství systému Atoms pro vytváření počítačových tyčinkových modelů molekul a jazyka pro vytváření animací BEFLIX.
Spolu s Robertem Morrisem vyvinula v letech 1971 a 1972 rutiny dc a bc. Jde o softwarové kalkulátory s se strukturovaným kódem používané dodnes. Dále s Brianem Kernighanem editor rovnic eqn. Jí vytvořená knihovna pro vytváření grafů libplot z roku 1979 se stala základem pro budoucí balíček plotutils od GNU.
Cherryová se účastnila několika projektů týkajících se statistickou analýzou textu. V jednom z nich spolu s Robertem Morrisem vyvinuli techniku na detekci překlepů užívající digramů a trigramů. To vedlo k vývoji programu typo, který byl využíván jako kontrola pravopisu pro Unix, dokud ho nenahradil spell. Dalším projektem, kde využila trigramů, byla komprese textu telefonního seznamu. Později spolu s psycholingvistkou Ninou Macdonaldovou vytvořily wwb, soubor programů pro analýzu a opravu textu. Propagovaly ho osobně mimo jiné i v televizi.
Cherryová vyvinula metodu, jak identifikovat téma diskutované ve vybrané pasáži textu, Toto použila při tvorbě prvního rejstříku unixového manuálu.
Přispěla k vývoji editoru ed. Vytvořila editor fed pro generátor formulářových dopisů form. Přispěla taky k vývoji nástrojů k elektronické sazbě, hlavně spojených s programem troff. Jejím výtvorem byla rutina deroff, která odstranila z textu všechny příkazy troffu. Přispěla i k vývoji TeXu.
Je jedním ze tří spoluautorů patentu AT&T Method and system for verifying the status of 911 emergency telephone services.
Přestože většina její práce byla prostředí Unixu, tak přispěla i k vývoji operačního systému Plan 9.
Pi rozdělení AT&T a Lucent v roce 1996, Cherryová vstoupila do nově vzniklých AT&T.
V roce 2018 dostala od National Center for Women & Information Technology ocenění Pioneer in Tech Award.